# Cuba ved sommer-OL 2020
Cuba deltog under Sommer-OL 2020 i Tokyo som blev afviklet i perioden 23. juli til 8. august 2021.

## Medaljer
| 2020 Tokyo | Guld | Sølv | Bronze | Total |
| Cuba       | 7    | 3    | 5      | 15    |

### Medaljevinderne
| Cuba under sommer-OL 2020 i Tokyo | Cuba under sommer-OL 2020 i Tokyo | Cuba under sommer-OL 2020 i Tokyo | Cuba under sommer-OL 2020 i Tokyo  | Cuba under sommer-OL 2020 i Tokyo |
| Medalje                           | Navn                              | Sport                             | Event                              | Dato                              |
| --------------------------------- | --------------------------------- | --------------------------------- | ---------------------------------- | --------------------------------- |
| Guld                              | Luis Orta                         | Brydning                          | Mændenes 60 kg græsk-romersk stil  | 2. august                         |
| Guld                              | Mijaín López                      | Brydning                          | Mændenes 130 kg græsk-romersk stil | 2. august                         |
| Guld                              | Fernando Jorge Serguey Torres     | Kano og kajak                     | Mændenes C-2 1000 meter            | 3. august                         |
| Guld                              | Roniel Iglesias                   | Boksning                          | Men's welterweight                 | 3. august                         |
| Guld                              | Arlen López                       | Boksning                          | Men's light heavyweight            | 4. august                         |
| Guld                              | Julio César La Cruz               | Boksning                          | Men's heavyweight                  | 6. august                         |
| Guld                              | Andy Cruz                         | Boksning                          | Men's lightweight                  | 8. august                         |
| Sølv                              | Idalys Ortiz                      | Judo                              | Damernes +78 kg                    | 30. juli                          |
| Sølv                              | Juan Miguel Echevarría            | Atletik                           | Mændenes længdespring              | 2. august                         |
| Sølv                              | Leuris Pupo                       | Skydning                          | 25 meter silhuetpistol             | 2. august                         |
| Bronze                            | Rafael Alba                       | Taekwondo                         | Men's +80 kg                       | 27. juli                          |
| Bronze                            | Maykel Massó                      | Atletik                           | Mændenes længdespring              | 2. august                         |
| Bronze                            | Yaime Pérez                       | Atletik                           | Damernes diskoskast                | 2. august                         |
| Bronze                            | Lázaro Álvarez                    | Boksning                          | Herrernes fjervægt                 | 2. august                         |
| Bronze                            | Reineris Salas                    | Brydning                          | Mændenes 97 kg fristil             | 7. august                         |